# Custer (Montana)
Custer es un lugar designado por el censo ubicado en el condado de Yellowstone en el estado estadounidense de Montana. En el Censo de 2010 tenía una población de 159 habitantes y una densidad poblacional de 236,12 personas por km².

## Geografía
Custer se encuentra ubicado en las coordenadas 46°7′44″N 107°33′27″O / 46.12889, -107.55750. Según la Oficina del Censo de los Estados Unidos, Custer tiene una superficie total de 0.67 km², de la cual 0.67 km² corresponden a tierra firme y (0%) 0 km² es agua.

## Demografía
Según el censo de 2010, había 159 personas residiendo en Custer. La densidad de población era de 236,12 hab./km². De los 159 habitantes, Custer estaba compuesto por el 97.48% blancos, el 0% eran afroamericanos, el 1.89% eran amerindios, el 0% eran asiáticos, el 0% eran isleños del Pacífico, el 0% eran de otras razas y el 0.63% pertenecían a dos o más razas. Del total de la población el 1.89% eran hispanos o latinos de cualquier raza.